# Stazione di Porto Boavista
La stazione di Porto Boavista (in origine denominata Porto) era la stazione ferroviaria di riferimento delle ferrovie di Guimarães e della Porto-Póvoa-Famalicão a servizio della città di Porto, in Portogallo.

## Storia

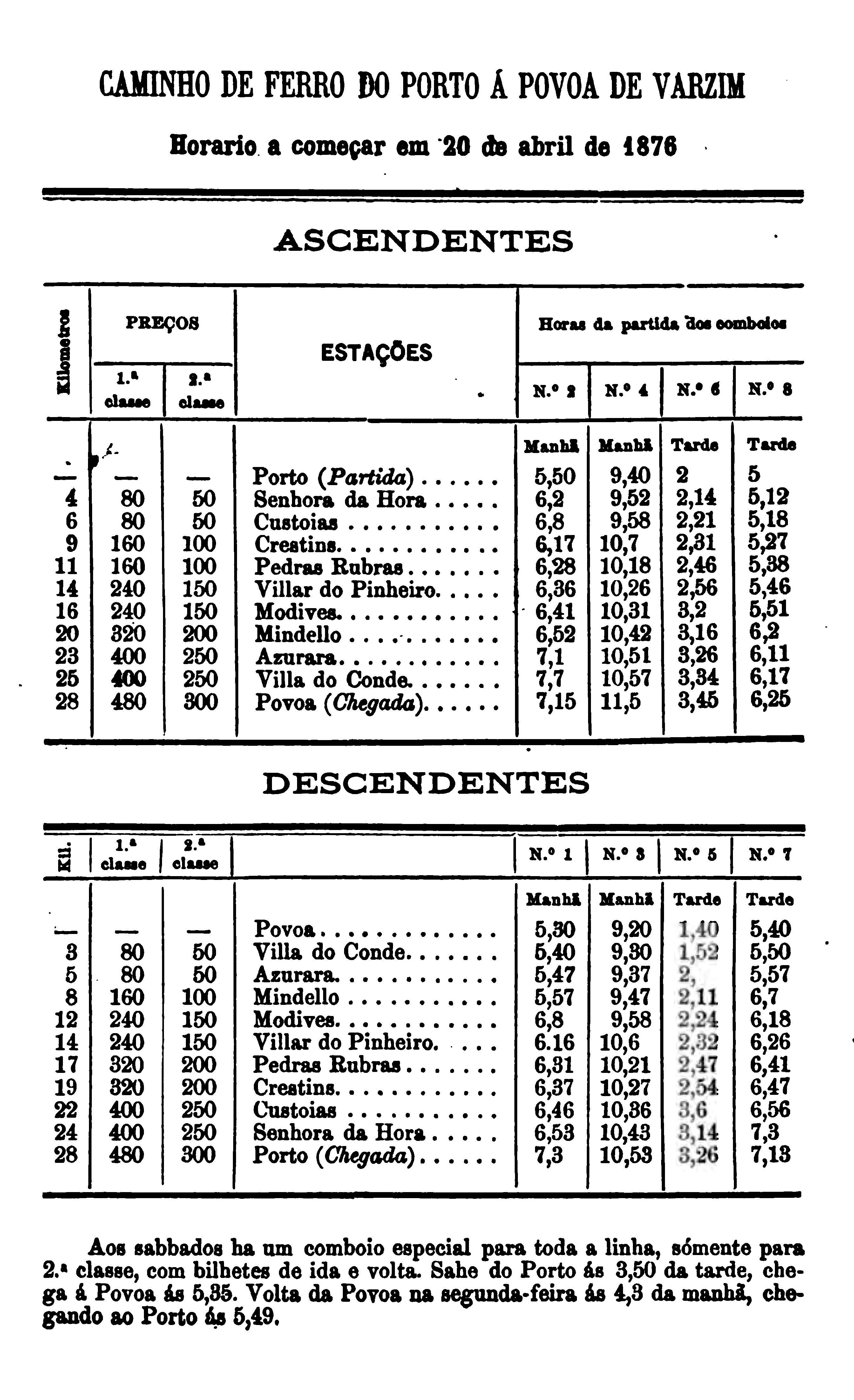
Quadro orario del 1876 della linea della Póvoa

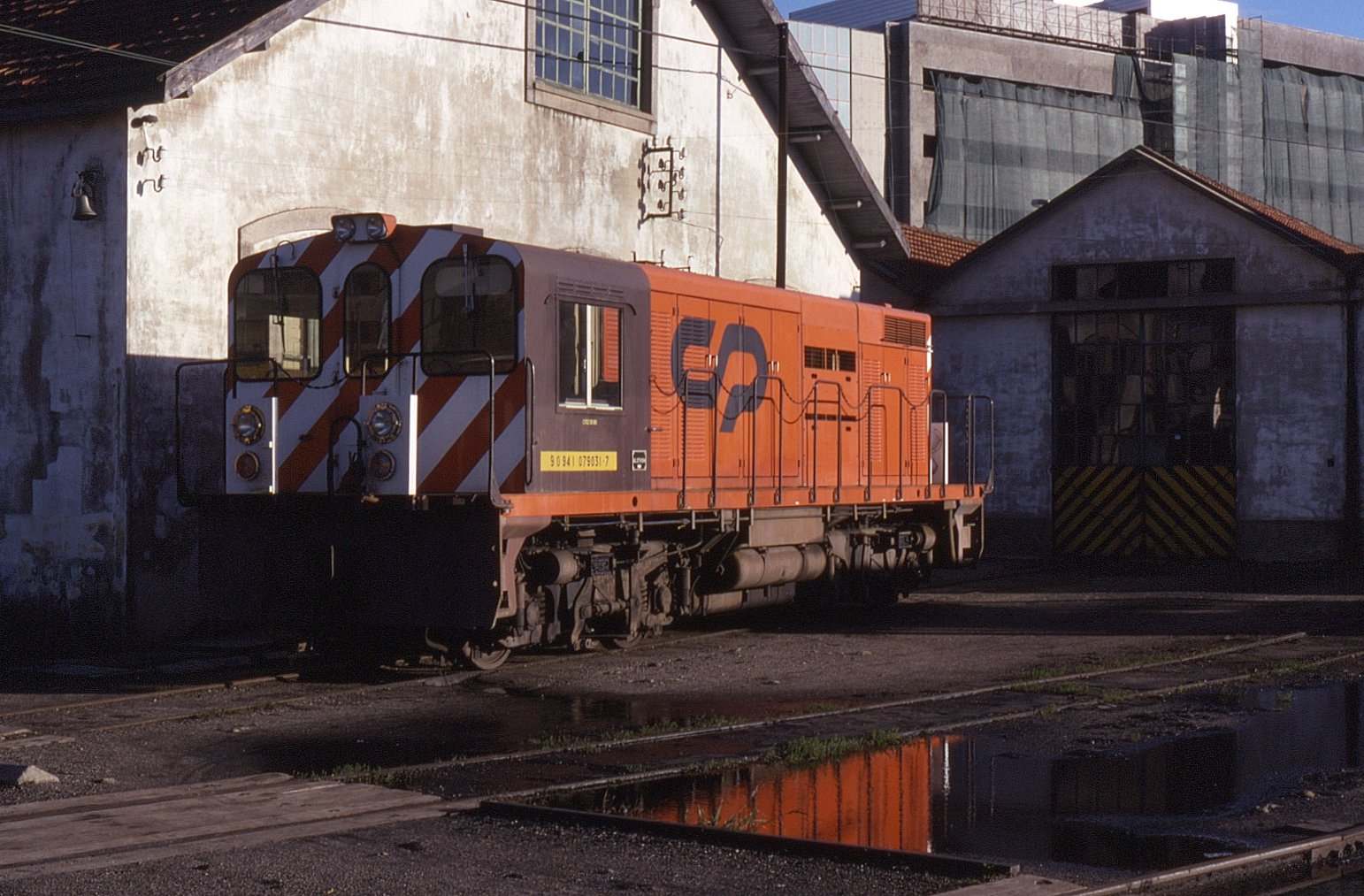
Locomotiva Diesel CP serie 9000 a Boavista, nel 1993

Il 1º ottobre del 1875 entrò in funzione il primo tratto della ferrovia della Póvoa per opera della Companhia do Caminho de Ferro do Porto à Póvoa e Famalicão che collegava la stazione di Porto a quella di Póvoa de Varzim.
Nel 1909 il binario fino a Senhora da Hora venne raddoppiato.
Nonostante fosse una delle stazioni principali di Porto, la stazione Boavista era piuttosto decentrata rispetto al centro urbano per cui si pensò a costruire una nuova stazione a Trindade, nel centro cittadino.
Nel gennaio del 1933 era in costruzione il tratto di accesso a Trindade con un bivio da Boavista; la stazione nuova di Porto Trindade venne inaugurata il 30 ottobre 1938.
Dal 1939 la stazione di Boavista rimase utilizzata quasi esclusivamente per merci; il servizio passeggeri si spostò sulla fermata di "Avenida de França", non molto distante.